# Sobrerriba
Sobrerriba (en asturiano y oficialmente Suburriba) es un lugar, perteneciente al concejo de Salas, en el Principado de Asturias (España). Se enmarca dentro de la parroquia de Cornellana. 
Situada sobre una meseta que domina la confluencia de los ríos Narcea y Nonaya, alberga una población de 48 habitantes (INE 2021). Se encuentra a 11 km de la capital del concejo.
En el lugar de Sobrerriba se han encontrado herramientas prehistóricas que indican presencia de homínidos en el paleolítico inferior o medio. La primera mención del lugar es en un documento de venta fechado en 1491 de un prado en el que se encuentra la tejera del monasterio de Cornellana.

## Personas destacadas
- Jaime Menéndez Fernández "El Chato" (25 de junio de 1901 - 30 de enero de 1969) intelectual, periodista, escritor, comisario político